# Centrarthra serricornis
Centrarthra serricornis là một loài bướm đêm trong họ Noctuidae.